# Suzanne Marwille

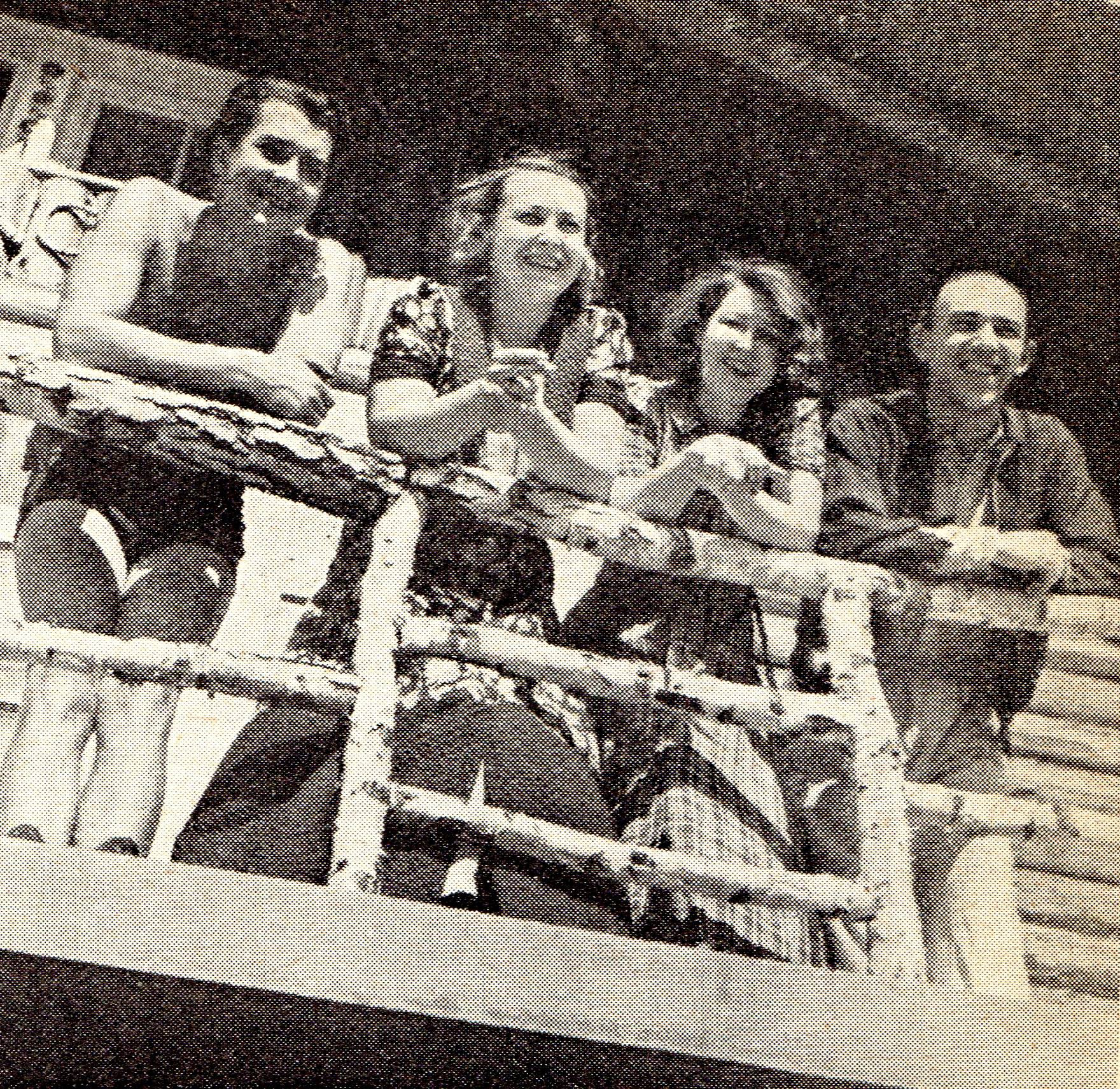
Suzanne Marwille a Martin Frič (vpravo) na chatě u herce Antonína Novotného (1940)

Suzanne Marwille, vlastním jménem Marta Schölerová (11. července 1895 Žižkov – 14. ledna 1962 Praha), byla česká herečka a scenáristka, manželka režiséra Martina Friče.

## Život
Narodila se v rodině vrchního poštovního oficiála Emericha (Imricha) Schölera (1868–??) a jeho manželky Bedřišky, rozené Nováková (1866–??). Byla druhou ze čtyř dcer.
Od roku 1918 hrála Suzanne Marwille ve filmech režiséra Václava Binovce a umělecké jméno Marwille vzniklo složením křestních jmen Marta a Willy (pseudonym Binovce byl Willy T. Bronx). Binovec vytvořil ze Suzanne Marwille první skutečnou hvězdu českého filmu. Ona sama přispěla svým zjevem osudové ženy i fyzickou kondicí, která jí umožňovala podávat sportovní výkony. Umělecky se povznesla spoluprací s Martinem Fričem.
V roce 1931 se stala členkou družstva pro výrobu českých filmů ČEFID (družstvo založil Václav Wasserman, Martin Frič byl jeho předsedou). Družstvo však nemělo dlouhého trvání. Pro Martina Friče a jeho manželku vyprojektoval architekt Ladislav Žák funkcionalistickou vilu v pražské ulici Na lysinách.
Jejím posledním filmem byli Hordubalové (1937) režiséra Friče, podle románu Karla Čapka. Je pochována na hřbitově v Přední Kopanině. Ve stejném hrobě jsou ostatky více osob, mezi jinými jejího manžela Martina Friče, její dcery Marty Fričové a Zdeňky Babkové-Snopkové (sestřenice Lídy Baarové).

### Rodinný život
Dne 2. června 1914 se poprvé vdala, za tehdy dvacetiletého jednoročního dobrovolníka Gustava Schullenbauera a 7. října 1914 se jí narodila dcera Marta – pozdější herečka a tanečnice Marta Fričová (1914–1993). Hrála též v některých filmech se svou matkou pod jménem Marta Marwille. V roce 1924 bylo toto manželství prohlášeno za rozloučené, po předchozím rozvodu od stolu a lože.
Dalším jejím partnerem byl režisér Václav Binovec, se kterým se rozešla roku 1925.
Druhé manželství uzavřela 1. července 1925 v Praze na Vinohradech, s technickým úředníkem Františkem Hessem (* 1891). I toto manželství bylo v roce 1929 rozloučeno. Z tohoto manželství se jí narodila druhá dcera Eva Fričová (1926–2000).
Dne 13. února 1932 se v Praze na Vinohradech znovu provdala za režiséra Martina Friče. Obě dcery přijaly jméno svého otčíma.

## Filmografie
Uplatnila se především v němých filmech, ke kterým psala i scénáře. Jejími nejčastějšími režiséry byli její partneři Václav Binovec a Martin Frič. Natáčela i v Německu.

### Němé filmy režiséra Václava Binovce
- Démon rodu Halkenů (1918), role: bankéřova žena Suzanne
- A vášeň vítězí rodu Halkenů (1918), role: ?
- Ošálená komtesa Zuzana (1918), role: Zuzana
- Bogra (1919), role: indická tanečnice Bogra / hraběnka Elisa
- Evin hřích (1919), role: Eva
- Krasavice Kaťa (1919), role: Kaťa
- Pro hubičku do Afriky (1919), role: ?
- Sivooký démon (1919), role: Regina
- Plameny života (1920), role: Tereza Melanová „Sláva“
- Za svobodu národa (1920), role: ošetřovatelka Maryša
- Černí myslivci (1921), role: hostinského dcera Žofka
- Irčin románek I. (1921), role: Irča Černá
- Irčin románek II. (1921), role: Irča Černá
- Poslední radost (1921), role: slečna Torsenová
- Román boxera (1921), role: Marta Simonová
- Adam a Eva (1922), role: konzervatorista Adam / Adamova sestra Eva
- Děvče z Podskalí (1922), role: Pepča
- Láska slečny Věry (1922), role: Věra Gubišová
- Marwille detektivem (1922), role: Robinsonova dcera Artemis
- Noc tříkrálová (1922), role: Míla Rychnovská
- Madame Golvery (1923), role: Zina Golveryová

### Němé filmy jiných režisérů
- Hříchy v manželství(1924, Německo/Československo, režie Hans Otto Löwenstein), role: Manon
- Dáma z baru (1924), režie Hans Otto, role: Manon
- Šest mušketýrů (1925), režie Přemysl Pražský, role: Albína Auerhahnová
- Svatební košile (1925), režie Theodor Pištěk, role: nevěsta
- Parnasie (1925), režie Josef Kokeisl, role: Luisa Osecká
- Ohnivý drak (1925), režie Robert Zdráhal, role: ? (film se nezachoval)
- Babinský (1926), režie V. Ch. Vladimírov, role: hvozdenská hraběnka
- Dům ztraceného štěstí (1927), režie Josef Rovenský, role: Karlova žena Ludmila
- Životem vedla je láska (1928), režie Josef Rovenský, role: Helena Šimková
- Hřích (1928), režie Karel Lamač, role: stavitelova žena
- Haničko, co s tebou bude? (1928), režie Nikolaj Larin, role: paní domácí Hedvika Bromová
- Kamarádské manželství (1929), režie Josef Medeotti-Boháč, role: Rubešova žena Marta

### Němé filmy režiséra Martina Friče
- Páter Vojtěch (1928), role: Frantina
- Chudá holka (1929), role: Marie Růžová
- Varhaník u sv. Víta (1929), role: varhaníkova schovanka Klára
- Vše pro lásku (1930), role: neteř strýčka Křópala Věra

### Zvukové filmy režiséra Martina Friče
- Sestra Angelika (1932), role: Karla Richtrová / sestra Angelika
- Pobočník Jeho Výsosti (1933), role: princezna Anna Luisa
- Hordubalové (1937), role: Polana

### Scénáře
- Adam a Eva (1922)
- Děvče z Podskalí (1922)
- Láska slečny Věry (1922)
- Černí myslivci (1921)
- Irčin románek I. (1921)
- Irčin románek II. (1921)
- Poslední radost (1921)
- Román boxera (1921)

### Náměty
- Děvče z Podskalí (1922)